# Kamakapu
Kamakapu (1605. - ) bio je havajski poglavica, 15. kralj otoka Kauaija.
Njegovi su roditelji bili kralj Kahakumakalina i njegova druga supruga, kraljica Kahakumaia.
Imao je polusestru koja se zvala Koihelauwailaua, a muž joj je bio kralj Keawenuiaumi.
Oženio je ženu zvanu Pawahine, koja mu je rodila sina i nasljednika, Kawelomahamahaiju. 